# Ostrander (Ohio)
Ostrander es una villa ubicada en el condado de Delaware en el estado estadounidense de Ohio. En el Censo de 2010 tenía una población de 643 habitantes y una densidad poblacional de 294,85 personas por km².

## Geografía
Ostrander se encuentra ubicada en las coordenadas 40°15′50″N 83°12′56″O / 40.26389, -83.21556. Según la Oficina del Censo de los Estados Unidos, Ostrander tiene una superficie total de 2.18 km², de la cual 2.18 km² corresponden a tierra firme y (0%) 0 km² es agua.

## Demografía
Según el censo de 2010, había 643 personas residiendo en Ostrander. La densidad de población era de 294,85 hab./km². De los 643 habitantes, Ostrander estaba compuesto por el 97.67% blancos, el 0.47% eran afroamericanos, el 0% eran amerindios, el 0.31% eran asiáticos, el 0% eran isleños del Pacífico, el 0% eran de otras razas y el 1.56% pertenecían a dos o más razas. Del total de la población el 1.71% eran hispanos o latinos de cualquier raza.